# 西屋氣軔公司
西屋氣軔公司（Westinghouse Air Brake Company，有時簡稱為WABCO ，但也常與其衍生公司混淆）由乔治·威斯汀豪斯于1869年9月28日在宾夕法尼亚州匹兹堡成立。當年稍早，他在纽约州发明了铁路空气制动器。
在匹兹堡營運多年后，公司在該城以東建造设施和工厂，并为员工建造住宅。1889年，氣軔工廠迁至宾夕法尼亚州威尔默丁，並於1890年在此建立公司總部大樓。
1921年，公司開始生產改進的氣軔以用於卡車和重型車輛上。
1953年，WABCO藉由購入市場領導者RG LeTourneau的資產而進入重型機械市场。 以LeTourneau-Westinghouse為名銷售一系列創新產品，包括輪式鏟運機、起重机和推土机，直到 1967 年才将其名称缩短为Wabco（威伯科）。1968年，美国标准收购了威伯科。
WABCO的直接繼承公司包括WABCO車輛控制系統公司（商用車空氣制動器製造商，現歸ZF Friedrichshafen所有)；西屋制动（Wabtec,铁路设备制造商）。自二十世纪中叶以後，這两家公司各自独立營運。

## 历史

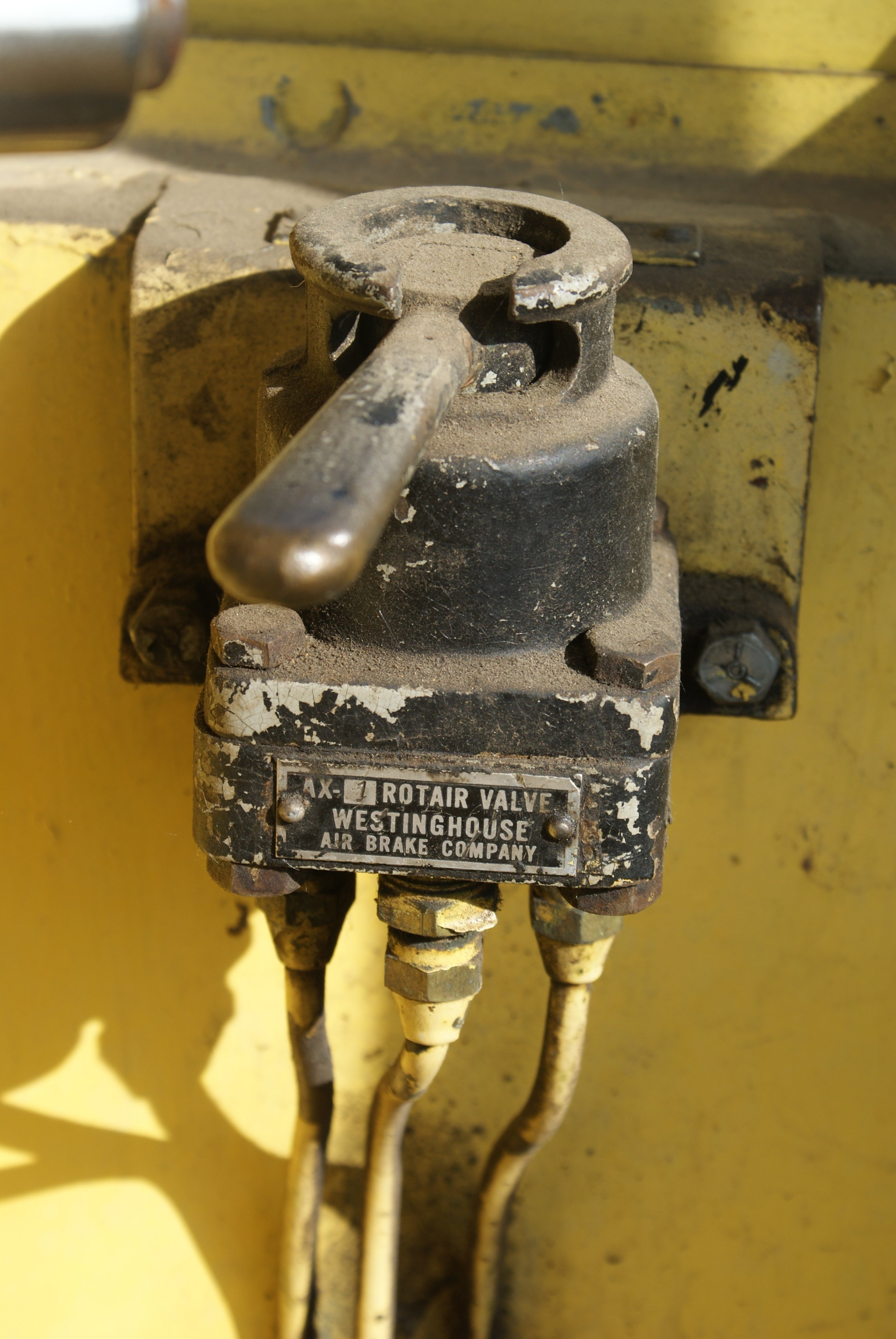
西屋空气制动公司的 Rotair 阀

公司于 1869 年成立於匹茲堡，並於 1889 年迁至18英里（23公里）外的宾夕法尼亚州威尔默丁。 当时這個農業小鎮只有约5000人居住。威尔默丁的社会主义氛围浓厚，紧邻宾夕法尼亚铁路，居民主要是蓝领阶层，被认为是该公司的「理想城镇」。 1890 年代，本公司雇用了匹兹周圍約3000人，但大部分員工居住在威尔默丁附近。 
隨著本公司的成長，威尔默丁也迅速发展並因本公司而闻名。本鎮略低於三分之一的人口有某種親戚關係，当地的商业也蓬勃发展。 經過威尔默丁的乘客在狭窄的人行道上的商店停下来购物。
西屋氣軔公司 (WA&B) 的工作条件良好，也為勞工制定了新政策。例如，1869 年，它是最早实行每天工時 9 小时與每周工時55 小时公司之一（当时一般每日工时为 10 至 12 小时，甚至更长；每周工時 60 小时為中等水準）。  WA&B 还被誉为第一个在周六下午休息半天的美國公司。为了改善公司员工的工作和生活条件，还制定了各种福利措施。
氣軔工厂蓬勃发展，周围社区也随之繁荣发展。到 1905 年，超过 200 万辆货車、客車、邮車、行李車、快车，以及 89,000 辆机车配备了西屋制的氣軔器。然而，业务随季节变化，也有下滑趨勢。威尔默丁的男性抱怨在非旺季有一半人经常失业。因为威尔默丁僅靠本公司的產業支持，因此公司獲利不佳直接影響本地生活水準。
1900 年代初期，西屋公司在其購買的一塊土地上建造了房屋，又以實惠的價格將這些房屋賣給工人。該公司還提供教育和文化活動，通常通過當地基督教青年會舉辦，以吸引更好的工人。此外，WA&B 也以早期形式的殘障保險來滿足失去工作能力的工人的需求，向因病或受傷而無法工作的員工受益人支付一筆規定的金錢以提供某程度的收入保障。凡50歲以下的員工，經體檢後方可加入，並依自己的月薪分級繳費，範圍從 50 美分到 1.5 美元不等。如不幸發生失能的話，可連續收到三十九週的福利金。 據 Wilmerding News 報導，在此期間，大約 76% 的 WA&B 員工加入此計畫。
多年來，雖然管理階層更迭，西屋氣軔公司一直在威爾默丁生產產品。然而，隨著匹茲堡工業沒落，該公司的重要性也隨之降低。 
1930 年，西屋氣軔公司與本迪克斯公司（Bendix）合併，成立本迪克斯-西屋氣軔公司。 

### Wabco 的重型機具
1967 年至 1983 年间，威伯科投入重型機具市場，初期取得成功。  1984 年，其全系列产品（包括平地机、非公路卡车、自卸卡车和輪式铲运机）及其制造设施，出售给Dresser Industries 。其建筑和采矿部门中唯一表现良好的部门Haulpak卡车系列，由德莱赛（Dresser）重新命名并继续营业。 1988 年，德莱赛与小松製作所成立了一家合资企业，并继续生产卡车系列。

### 後續公司： WABCO Holdings 和 Wabtec
在21世紀，仍有兩個由本公司衍生出的獨立公司繼續存在。其中一家继续在宾夕法尼亚州威尔默丁设计和制造铁路氣軔，並与机车制造商移動動力（MotivePower）合并成立了Wabtec 。 另一家公司现称为威伯科控股公司（WABCO Holdings），设计和制造商用道路车辆的控制系统，包括空气制动器，总部位于瑞士伯尔尼。 威伯科控股公司在 2007 年由美国标准公司（American Standard，已經擁有WABCO達三十年）進行首次公开募股。 
2019年3月28日，采埃孚宣布以70亿美元收购威伯科控股公司，交易将于2020年完成。美国司法部规定，必須出售威伯科北美重型汽車轉向零部件業務（主要是 2017 年收購的 RH Sheppard 公司），以保持該領域的競爭性。 

### 直式空气制动器
最初的氣軔由机车上的气泵、主储气罐（压力容器）和工作阀，以及每节车厢上的管線與軔缸组成。這種氣軔會使列车中第一节车厢的閘瓦向車輪下壓以開始剎車，要比后面的车厢早得多，結果后面的车厢會撞到前面的车厢，造成震动和损坏。
但更重要的問題是這種氣軔並不是自动制动器，連結器损坏就可能使全列車失去所有制动能力。

### 普通自动氣軔
1872年，乔治·威斯汀豪斯发明三联阀並為每輛車配備獨立氣缸，而發明了自動氣軔。不施加制動時，氣壓維持於輔助氣缸和列車管線中，而列車管線和輔助氣缸中的氣壓保持平衡。
如司機員進行制動，本系統將几乎同时对所有车厢施加制动。列車管線釋壓，每节车厢上的輔助氣缸內的空氣進入軔缸，推動閘瓦以施加制动。如欲釋放，則由機車的主气泵將空氣充入列车管線中使其氣壓增加，壓力超過輔助氣缸压力時，三联阀打開通往輔助氣缸的管道，使列車管道氣壓與輔助氣缸平衡，而三聯閥往軔缸處關閉，並使軔缸洩氣而鬆開閘瓦。

### 快速动作三联阀
尽管普通自动氣軔是相當大的進步，但緊軔時列車最后一节车厢的制动仍然晚于第一节車廂。乔治·威斯汀豪斯又于 1887 年发明了快速动作三联阀，並在爱荷华州西伯灵顿山的芝加哥、伯靈頓和昆西鐵路路線進行测试。此系統会自动从每辆車廂的制動管線中局部排出空气，而更快地施加制动。

### 电气化铁路
电气化铁路上使用的空气制动装置需要采用电力驱动的空气压缩机。西屋电气制造公司和其他公司生产了强大的电力机车。

### 防滑系統
20 世纪 30 年代，该公司开发了一种名为 Decelostat 的防滑系統系统，可與其空气制动器配合使用。